# Pečinka
Jama Pečinka je ena izmed jam v bližini Lokvice na Krasu, vhod vanjo je s severnega pobočja hriba Pečina na višini 290 metrov. Jama je poševna, naravni del je dolg ok. 150 metrov in se nadaljuje v rov do vrha hriba; služil je za opazovalnico. Vhod v jamo je zazidan in zaprt s kovinskimi vrati. Jamo so med 1. in 2. vojno namreč uporabljali kot zaklonišče in poveljstvo, o čemer še pričajo ostanki orožja (granate) ter močno poškodovano jamsko okrasje. V jami so odkrili tudi črepinje prazgodovinske lončenine in človeške kosti.